# مرلي إيفانز
مرلي إيفانز (بالإنجليزية: Merle Evans)‏ هو ملحن أمريكي، ولد في 26 ديسمبر 1894 في كولومبوس في الولايات المتحدة، وتوفي في 31 ديسمبر 1987 في ساراسوتا في الولايات المتحدة.

## وصلات خارجية
- مرلي إيفانز على موقع الموسوعة البريطانية (الإنجليزية)
- مرلي إيفانز على موقع ميوزك برينز (الإنجليزية)
- مرلي إيفانز على موقع ديسكوغز (الإنجليزية)